# Щучин (Підляське воєводство)
Щу́чин (пол. Szczuczyn) — місто в північно-східній Польщі.
Належить до Граєвського повіту Підляського воєводства.

## Демографія
Демографічна структура станом на 31 березня 2011 року:
|          | Загалом | Допрацездатний вік | Працездатний вік | Постпрацездатний вік |
| -------- | ------- | ------------------ | ---------------- | -------------------- |
| Чоловіки | 1746    | 358                | 1237             | 151                  |
| Жінки    | 1785    | 339                | 1064             | 382                  |
| Разом    | 3531    | 697                | 2301             | 533                  |

## Відомі люди

### Дідичі
- Станіслав Антоній Щука